# Кристиансборг (форт)
Кристиансборг (дат. Christiansborg) — датский форт в Африке на Золотом Берегу в городе Аккра, столице Республики Гана.
Форт был заложен датчанами в 1659 году в деревне Осу, располагавшейся неподалёку от Аккры. Впоследствии его неоднократно захватывали местные племена и португальцы, однако с 1694 года он непрерывно принадлежал Дании.
В сильно укреплённом Кристиансборге располагались жилые здания, конторы, склады и помещения для рабов. Вместе с другими датскими фортами, возведёнными к востоку от него (Аугустаборгом, Фреденсборгом, Конгестеном и Принсенстеном), он защищал датскую торговлю золотом, невольниками и пальмовым маслом.
После продажи в 1850 году форта Англии Кристиансборг подвергся значительной перестройке, а в 1876 году сделался местом пребывания губернатора Золотого Берега. Сегодня он отреставрирован и является резиденцией правительства Ганы.